# Reflexões de um Liquidificador
Reflexões de um Liquidificador é um filme de comédia dramática brasileiro de 2010 dirigido por André Klotzel a partir de um roteiro de José Antônio de Souza. O filme acompanha Elvira (Ana Lúcia Torre), uma dona de casa, busca entender o misterioso desaparecimento de seu marido, Onofre (Germano Haiut), enquanto a história do casal é narrada de forma surreal por um liquidificador (Selton Mello), que ganhou vida após uma modificação peculiar no passado.
Reflexões de um Liquidificador foi lançado nos cinemas em 18 de agosto de 2010 pela Brás Filmes, com distribuição limitada apenas à cidade de São Paulo. Apesar da baixa disponibilidade, registrou um público estimado em 25 mil pessoas e bilheteria de R$ 180 mil. Tornou-se um sucesso de crítica pela aposta no "humor ácido" e reflexão sobre a vida humana, além da aclamação das atuações de Ana Lúcia Torre e Selton Mello, este último participando apenas em voz. Nos anos recentes, tem ganhado maior repercussão por sua disponibilidade em plataformas de streaming, chamando atenção de jovens e ganhando repercussão em redes sociais por meio de edits de fãs.
A performance de Torre como a inconformada Elvira lhe rendeu a vitória como Melhor Atriz no Prêmio Guarani de Cinema, premiação da crítica cinematográfica, que também indicou o filme na categoria de Melhor Direção de Arte. Torre ainda levou a premiação do Festival Sesc Melhores Filmes como atriz favorita do júri e do público, bem como também foi premiado com a categoria de Melhor Montagem para Letícia Giffoni. O roteiro de José Antônio Souza foi eleito pelo júri do Brazilian Film Festival of Toronto como o melhor da edição do festival, em 2012.

## Premissa
Elvira (Ana Lúcia Torre) é uma dona de casa que vive uma rotina tranquila, até o momento em que sua vida vira de cabeça para baixo. Seu marido, Onofre (Germano Haiut), desapareceu misteriosamente há alguns dias, e, desesperada, ela decide procurar a polícia para registrar o sumiço. À medida que Elvira mergulha em sua busca pela verdade, a história do casal ganha uma perspectiva inusitada: é o liquidificador (Selton Mello), um objeto aparentemente comum da cozinha, quem narra os eventos que antecederam o desaparecimento de Onofre. Este liquidificador, no entanto, não é um simples eletrodoméstico – ele foi transformado por um evento peculiar no passado, quando Onofre, em uma tentativa de melhorar sua eficiência, trocou sua hélice original por uma bem maior, o que deu ao objeto a capacidade de ganhar vida e contar sua própria versão dos fatos. Assim, a jornada de Elvira se entrelaça com a história de seu casamento e com os segredos ocultos de um casamento aparentemente comum, revelados de forma surpreendente e surreal.

## Elenco
- Ana Lúcia Torre como Elvira
- Germano Haiut como Onofre
- Selton Mello como liquidificador (voz)
- Fabíula Nascimento como Milena
- Aramis Trindade como Fuinha
- Marcos Cesana como carteiro
- Gorete Milagres como Teresa
- Zé Carlos Machado como delegado
- Eduardo Sofiati como Wellington
- André Guerreiro Lopes como investigador
- Sidney Santiago como rapaz da vitamina
- Luiz Carlos Bahia como dono do bar
- Gillray Coutinho como Salviano
- Francisco Gaspar como Agnelo
- Eduardo Chagas como Bonatti
- Eduardo Mancini como freguês 1
- Donizete Mazonas como freguês 2
- Gustavo Brandão como freguês 3
- Maurílio Domiciniano como homem serralheria
- Tru Ricardo como taxista
- Marco Goulart como barbudo cinema
- Fábio Benicio como chofer caminhão
- Sérgio Murilo como chefe Milena

## Produção

### Antecedentes e concepção
Reflexões de um Liquidificador é o quarto longa-metragem de André Klotzel, um cineasta com uma carreira marcada por filmes distintos e ousados. Sua estreia no cinema aconteceu em 1986 com A Marvada Carne, um sucesso tanto de público quanto de crítica, que teve Fernanda Torres no papel principal. Depois de quase uma década, lançou seu segundo filme, Capitalismo Selvagem (1994), realizado no contexto da crise econômica da era Collor. O terceiro longa foi a precisa adaptação de Memórias Póstumas de Brás Cubas (2001), que trouxe à tela uma das maiores obras de Machado de Assis. Além de seus longas, André também dirigiu curtas premiados, como Gaviões, que abordou a torcida organizada do Corinthians, e Brevíssima História das Gentes de Santos, ambos marcados pela mesma habilidade em contar histórias com uma visão singular.
Reflexões de um Liquidificador nasceu de um inesperado revés na carreira de Klotzel. Ele estava em pleno processo de preparação de um novo longa-metragem, com boa parte da verba de produção já assegurada, quando um filme inesperado entrou em cartaz e rapidamente se tornou um fenômeno: Se Eu Fosse Você, de Daniel Filho. Ao assistir à obra, Klotzel teve uma reação imediata e desoladora: "Quando vi o filme do Daniel, não acreditei. Disse para mim mesmo: 'estou ferrado'." O motivo era simples, mas decisivo: o roteiro que ele estava prestes a começar a filmar, intitulado De Corpo e Alma, tratava da história de duas mulheres que trocavam de corpo, uma pela outra – exatamente o enredo de Se Eu Fosse Você, estrelado por Tony Ramos e Glória Pires. A semelhança era inegável, e Klotzel logo percebeu que o projeto não poderia mais seguir adiante. "Não dava", admite o diretor. "Tive que abandonar o projeto e devolver o dinheiro."
Foi então que surgiu a ideia de adaptar a peça de José Antônio de Souza para o cinema, dando origem a Reflexões de um Liquidificador. A história, agora narrada pela peculiar voz e pela irreverente malícia de Selton Mello, tomou forma e se transformou em uma obra única, marcada pela surpresa e pela inventividade, de acordo com a resenha de Luiz Zanin para O Estadão.

### Filmagens
Reflexões de um Liquidificador teve suas filmagens iniciadas em agosto de 2008 com locações na cidade de São Paulo e teve apoio da Lei de Incentivo à Cultura do Governo do Estado de São Paulo.

## Lançamento
Comercialmente, o filme teve uma pequena distribuição nas salas de cinema do Brasil. Reflexões de um Liquidificador foi lançado em 18 de agosto de 2010, uma segunda-feira, pela Brás Filmes. Em São Paulo, foi lançado em apenas uma sala de cinema, no Espaço Unibanco, localizado na Rua Augusta, conhecido como um dos "templos de cinefilia" da cidade. Mais tarde, alcançou mais salas. Nos Estados Unidos, o filme foi exibido no Newport Beach International Film Festival em abril de 2011.[carece de fontes?] Em 11 de novembro de 2011, foi exibido no 2° Festival de Cinema Brasileiro na China, em Beijing, onde conquistou o prêmio do júri internacional. Em 2012, foi a vez de ser exibido no Canadá durante o 6° Brazilian Film Festival of Toronto.

### Marketing
Como parte de uma estratégia de marketing inovadora para atrair público, foi decidido que, antes da exibição do longa-metragem Reflexões de um Liquidificador, em São Paulo, sempre seria apresentado um curta-metragem. Ao todo, seriam oito curtas, um para cada semana em que o filme ficaria em cartaz no cinema da Augusta. O primeiro deles foi Divino de Repente, de Fábio Yamagi, uma comédia sobre o repentista Ubiraci Crispim de Freitas, o Divino, que narra sua vida entre versos rápidos e cheios de graça. Nas semanas seguintes, outros curtas interessantes foram exibidos, como Dossiê Rebordosa, Black-Out, Ernesto no País do Futebol, Pixinguinha e a Velha Guarda do Samba e Avós. Além disso, nas sessões das 20h e 22h, o público podia desfrutar de shows de stand-up comedy, com a participação de quatro comediantes: Marcelo Mansfield, Carol Zoccoli, Murilo Gum e Criss Paiva. Após a sessão das 22h, o diretor do curta-metragem se reunia com o público para discutir o filme. Nas quartas-feiras, no mesmo horário, algum membro da equipe do longa (diretor, elenco ou roteirista) comparecia para uma conversa com os espectadores. Era uma programação repleta de atrações, pensada para tornar cada exibição algo mais do que uma simples ida ao cinema, transformando a experiência em um evento único.
Klotzel, o diretor, reconheceu que algo precisava ser feito para evitar que os filmes brasileiros, muitas vezes, entrassem e saíssem de cartaz sem deixar nenhum impacto duradouro no público. "Eu já estava cansado de ver filmes entrarem e saírem de cartaz sem deixar resíduo algum", comentou, explicando que foi essa frustração que o motivou a buscar uma solução. Quando apresentou a ideia para Adhemar Oliveira, responsável pelo Espaço Unibanco, ele aceitou a proposta e ainda sugeriu a inclusão dos shows de comédia. O objetivo era criar uma experiência cinematográfica diferenciada, tornando cada ida ao cinema um evento especial, algo que não poderia ser reproduzido em casa, diante da TV. Klotzel ressaltou que a ideia era criar atrativos adicionais, já que, para ele, os filmes brasileiros não tinham tempo suficiente para estabelecer uma conexão duradoura com o público. Ele mencionou, em entrevista ao Estadão, títulos que, embora de grande qualidade, não conseguiram alcançar o público que mereciam, como Os Inquilinos, de Sérgio Bianchi, É Proibido Fumar, de Anna Muylaert, e Olhos Azuis, de José Joffily.

## Recepção

### Bilheteria
De acordo com dados da Agência Nacional do Cinema (Ancine), o filme foi comercializado em apenas sete salas de cinemas de São Paulo. Durante sua exibição, foi assistido por um público de 25.536, gerando uma receita de R$ 180.145,29.

### Resposta da crítica

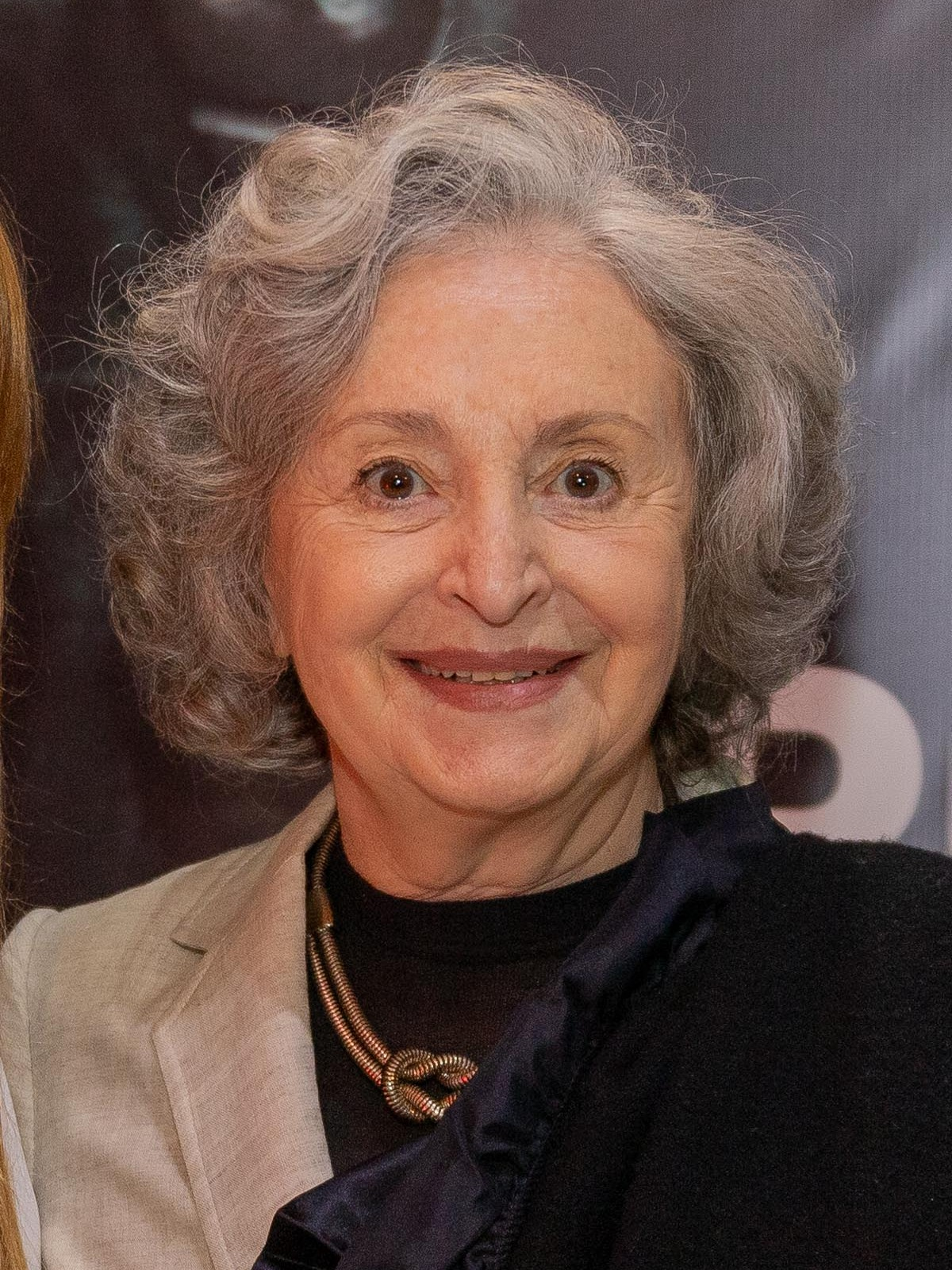
Ana Lúcia Torre teve sua premiada performance aclamada pela crítica.

Apesar de não ter sido um sucesso de bilheteria, o filme atingiu uma recepção muito positiva da crítica especializada, que o considerou inovador e uma boa experiência do cinema brasileiro no gênero de comédia trágica. O filme teve elogios para a direção e roteiro, mas as performances de Ana Lúcia Torre e Selton Mello sobressaíram-se como ponto alto da produção.
Fabrício Duque, para o Vertentes do Cinema, escreveu que Reflexões de um Liquidificador é uma fábula moderna que mistura surrealismo e humor negro, explorando a psicologia de seus personagens e a linha tênue entre sanidade e loucura. Duque ressalta que o filme usa essa interação surreal para explorar temas como a solidão, o casamento e a busca pela liberdade, com o eletrodoméstico funcionando como um símbolo de aprisionamento e, ao mesmo tempo, de esperança. A narrativa é construída de forma seca e direta, sem efeitos visuais, o que dá um tom peculiar à história. As interpretações, especialmente de Ana Lúcia Torre e Selton Mello, são um ponto alto, trazendo profundidade e nuances à trama. No entanto, a repetição de elementos ao longo do filme acaba tornando a história previsível em certos momentos, o que diminui um pouco o impacto da obra, embora não comprometa sua qualidade geral. Ele finaliza concluindo que a obra se destaca pelo seu roteiro inventivo e pela maneira como utiliza o surrealismo para provocar reflexões sobre a mente humana e a alienação emocional.
Em sua crítica para O Estadão, Luiz Zanin observa que Reflexões de um Liquidificador se encaixa de maneira coerente na proposta e estilo de Klotzel, refletindo uma geração de cineastas que surgiu no final dos anos 1980, marcada pela ressaca da era pós-Embrafilme e pela transição de uma estética revolucionária para uma abordagem mais intimista. Klotzel, que já havia se destacado com filmes como Marvada Carne e Memórias Póstumas de Brás Cubas, busca agora no longa um "sorriso de inteligência" do espectador, através de um cinema que se evita o exagero e a grandiosidade, preferindo um tom mais contido e sutil. O filme se caracteriza por sua busca pelo inusitado, pelas interpretações serenas do elenco e por uma fotografia e trilha sonora que complementam a narrativa sem se sobreporem a ela. Nessa linha, a contenção no tratamento dos elementos do filme se revela essencial, mantendo a trama sempre à beira do ridículo, mas nunca descendo para ele.
Sophia Kraenkel, para o Jornalismo Júnior, escreve: "O humor negro é um dos aspectos mais chamativos do filme, principalmente porque não é comum no cinema nacional. Ele é digno dos longas britânicos ou dos filmes dos irmãos Cohen. A música alegre de um assobio está presente o tempo inteiro realçando o sadismo contido no roteiro." Kraenkel destaca que a fotografia de Reflexões de um Liquidificador é um dos elementos que contribui para a essência única do filme. Com cores levemente desbotadas, a representação da periferia e dos botecos paulistanos ganha uma nova abordagem, e os closes em detalhes sutis capturam a atenção do espectador, ressaltando que o filme não se trata de uma comédia convencional ou de um blockbuster. Com uma estética que flerta com o trash, a obra se apresenta como uma excelente opção para quem busca uma experiência cinematográfica leve, mas ao mesmo tempo inteligente.

## Prêmios e indicações
| Lista de prêmios                       | Lista de prêmios                            | Lista de prêmios                    | Lista de prêmios |
| Premiação/Festival                     | Categoria                                   | Recipiente(s)                       | Resultado        |
| -------------------------------------- | ------------------------------------------- | ----------------------------------- | ---------------- |
| Festival Sesc Melhores Filmes          | Melhor Filme Nacional                       | Reflexões de Um Liquidificador      | Indicado         |
| Festival Sesc Melhores Filmes          | Melhor Atriz (voto do júri)                 | Ana Lúcia Torre                     | Venceu           |
| Festival Sesc Melhores Filmes          | Melhor Atriz (voto do público)              | Ana Lúcia Torre                     | Venceu           |
| Festival Sesc Melhores Filmes          | Melhor Edição                               | Letícia Giffoni                     | Venceu           |
| Prêmio Guarani de Cinema Brasileiro    | Melhor Atriz                                | Ana Lúcia Torre                     | Venceu           |
| Prêmio Guarani de Cinema Brasileiro    | Melhor Direção de Arte                      | Jean Louis-Leblanc e Ana Rita Bueno | Indicado         |
| Prêmio Contigo! de Cinema Nacional     | Melhor Atriz                                | Ana Lúcia Torre                     | Indicado         |
| Prêmio Contigo! de Cinema Nacional     | Melhor Roteiro                              | José Antônio de Souza               | Indicado         |
| Brazilian Film Festival of Toronto     | Melhor Filme de Longa-Metragem              | Reflexões de Um Liquidificador      | Indicado         |
| Brazilian Film Festival of Toronto     | Melhor Diretor                              | André Klotzel                       | Venceu           |
| Prêmio Fiesp/Sesi-SP de Cinema e TV    | Melhor Atriz                                | Ana Lúcia Torre                     | Venceu           |
| Prêmio Fiesp/Sesi-SP de Cinema e TV    | Melhor Edição                               | Letícia Giffoni                     | Venceu           |
| Festival de Cinema Brasileiro na China | Melhor Filme (Prêmio do Júri Internacional) | Reflexões de Um Liquidificador      | Venceu           |